# 苞叶杜鹃
苞叶杜鹃（学名：Rhododendron bracteatum）为杜鹃花科杜鹃花属下的一个种。

## 扩展阅读
- 維基物種上的相關：苞叶杜鹃